# Lanrivoaré
Lanrivoaré település Franciaországban, Finistère megyében. Lakosainak száma 1539 fő (2022. január 1.). Lanrivoaré Plouarzel, Brélès, Plourin, Saint-Renan, Tréouergat és Milizac-Guipronvel községekkel határos.

## Népesség
A település népességének változása:
| Lakosok száma | 695  | 1014 | 1271 | 1333 | 1444 | 1459 | 1464 | 1460 | 1485 | 1539 |
|               | 1968 | 1982 | 1990 | 2006 | 2013 | 2015 | 2017 | 2019 | 2020 | 2022 |